# NHL Entry Draft 2019
Der NHL Entry Draft 2019 fand am 21. und 22. Juni 2019 statt. Der Austragungsort der 57. Auflage des NHL Entry Draft war die Rogers Arena in Vancouver. In sieben Runden wählten die NHL-Teams 217 Spieler aus.
An erster Gesamtposition wählten die New Jersey Devils den US-amerikanischen Center Jack Hughes, gefolgt vom finnischen Flügelstürmer Kaapo Kakko für die New York Rangers sowie dem kanadischen Center Kirby Dach für die Chicago Blackhawks.

## Verfügbare Spieler
Alle Spieler, die zwischen dem 1. Januar 1999 und dem 15. September 2001 geboren wurden, waren für den Draft verfügbar. Zusätzlich waren alle ungedrafteten, nicht-nordamerikanischen Spieler über 20 für den Draft zugelassen. Ebenso waren diejenigen Spieler verfügbar, die beim NHL Entry Draft 2017 gewählt wurden und bis zum Zeitpunkt des Entry Draft 2019 keinen Einstiegsvertrag bei ihrem ursprünglichen Draftverein unterschrieben hatten.

## Draft-Reihenfolge
Legende: Erstes Wahlrecht  Zweites Wahlrecht  Drittes Wahlrecht
| Nr. | Team                 | Chance |
| 1.  | Colorado Avalanche * | 18,5 % |
| 2.  | Los Angeles Kings    | 13,5 % |
| 3.  | New Jersey Devils    | 11,5 % |
| 4.  | Detroit Red Wings    | 9,5 %  |
| 5.  | Buffalo Sabres       | 8,5 %  |
| 6.  | New York Rangers     | 7,5 %  |
| 7.  | Edmonton Oilers      | 6,5 %  |
| 8.  | Anaheim Ducks        | 6,0 %  |

| Nr. | Team                  | Chance |
| 9.  | Vancouver Canucks     | 5,0 %  |
| 10. | Philadelphia Flyers   | 3,5 %  |
| 11. | Minnesota Wild        | 3,0 %  |
| 12. | Chicago Blackhawks    | 2,5 %  |
| 13. | Florida Panthers      | 2,0 %  |
| 14. | Arizona Coyotes       | 1,5 %  |
| 15. | Canadiens de Montréal | 1,0 %  |

Die Draft-Reihenfolge aller Teams, die in der Saison 2018/19 nicht die Playoffs erreichten, wurde durch die Draft-Lotterie bestimmt. Dabei wurde, wie in den letzten Jahren, nicht nur das erste Wahlrecht verlost, sondern auch das zweite und dritte. Die Gewinnchancen glichen denen des Vorjahres.
Die Draft-Lotterie fand am 9. April 2019 statt, wobei die New Jersey Devils als drittschlechteste Mannschaft der vergangenen Saison das erste Wahlrecht zugelost bekamen. Das zweite Wahlrecht ging an die New York Rangers, die somit vier Plätze aufstiegen. Die dritte Lotterie gewannen die Chicago Blackhawks und verbesserten sich um neun Ränge.
Die Draftreihenfolge der 16 Playoff-Teilnehmer stand nach dem Stanley-Cup-Finale fest. Der Stanley-Cup-Sieger wurde auf Position 31, der Finalgegner auf Position 30 gesetzt. Auf den Positionen 28 und 29 wurden die in den Conference-Finals ausgeschiedenen Teams einsortiert. Die restlichen Playoff-Mannschaften wurden anhand ihres Tabellenstandes in der regulären Saison gesetzt. Dabei galt, dass die Mannschaft mit den wenigsten Tabellenpunkten auf Position 16 steht. Die Draft-Reihenfolge galt für alle Runden des Entry Draft, die Lotterie veränderte demnach nur die Reihenfolge der ersten Wahlrunde. Zudem konnten die Mannschaften über Transfers Wahlrechte anderer Teams erwerben sowie eigene an andere Mannschaften abgeben.

### Transfer von Erstrunden-Wahlrechten
| Datum            | Von                          | Zu                       | Anmerkung |
| ---------------- | ---------------------------- | ------------------------ | --- |
| 5. November 2017 | * Ottawa Senators            | Colorado Avalanche       | Die Ottawa Senators erhielten Matt Duchene und sandten im Gegenzug Kyle Turris, Andrew Hammond, Shane Bowers sowie ein konditionales Erstrunden-Wahlrecht und ein Drittrunden-Wahlrecht für den Draft 2019 nach Colorado. Dabei hatte Ottawa die Wahl, das Erstrunden-Wahlrecht vom Draft 2018 um ein Jahr nach hinten zu verschieben, sofern sich das Wahlrecht innerhalb der ersten zehn Positionen befinden sollte. Dies geschah und die Senators entschlossen sich, 2018 an Position 4 zu wählen, sodass das Wahlrecht für 2019 zur Avalanche wechselte. |
| 26. Februar 2018 | San Jose Sharks              | Buffalo Sabres           | Die San Jose Sharks erhielten Evander Kane und sandten im Gegenzug Daniel O’Regan, ein konditionales Erstrunden-Wahlrecht sowie ein konditionales Viertrunden-Wahlrecht für den Draft 2019 nach Buffalo. Die Bedingung für das Erstrunden-Wahlrecht – dass Kane einen neuen Vertrag in San Jose unterschreibt – wurde im Mai selben Jahres erfüllt; ansonsten wäre es in ein Zweitrunden-Wahlrecht umgewandelt worden. |
| 1. Juli 2018     | St. Louis Blues              | Buffalo Sabres           | Die St. Louis Blues erhielten Ryan O’Reilly und sandten im Gegenzug Tage Thompson, Vladimír Sobotka, Patrik Berglund sowie das Erstrunden-Wahlrecht und ein Zweitrunden-Wahlrecht für den NHL Entry Draft 2021 nach Buffalo. |
| 28. Januar 2019  | Toronto Maple Leafs          | Los Angeles Kings        | Die Toronto Maple Leafs erhielten Jake Muzzin und sandten im Gegenzug Carl Grundström, Sean Durzi sowie das Erstrunden-Wahlrecht nach Los Angeles. |
| 22. Februar 2019 | Columbus Blue Jackets        | Ottawa Senators          | Die Columbus Blue Jackets erhielten Matt Duchene sowie Julius Bergman und sandten im Gegenzug Witali Abramow, Jonathan Davidsson, das Erstrunden-Wahlrecht sowie ein konditionales Erstrunden-Wahlrecht im NHL Entry Draft 2020 nach Ottawa. |
| 24. Februar 2019 | Buffalo Sabres               | Anaheim Ducks            | Die Buffalo Sabres erhielten Brandon Montour und sandten im Gegenzug Brendan Guhle und ein Erstrunden-Wahlrecht nach Anaheim. Dabei sollten die Ducks das Wahlrecht erhalten, das ursprünglich den Sharks gehörte, und zugleich die Wahl haben, stattdessen das der St. Louis Blues zu wählen, sofern dieses zwischen dem 20. und 31. Pick rangiert. Letzteres erfüllte sich zwar, jedoch war das Wahlrecht der Sharks (#29) höher angesiedelt als das der Blues (#31), sodass es beim Wahlrecht von San Jose blieb.                                         |
| 25. Februar 2019 | Winnipeg Jets                | New York Rangers         | Die Winnipeg Jets erhielten Kevin Hayes und sandten im Gegenzug Brendan Lemieux, das Erstrunden-Wahlrecht sowie ein konditionales Viertrunden-Wahlrecht im NHL Entry Draft 2022 nach New York. |
| 18. Juni 2019    | New York Rangers             | Winnipeg Jets            | Die New York Rangers erhielten Jacob Trouba und sandten im Gegenzug Neal Pionk und das Erstrunden-Wahlrecht, das ursprünglich den Jets gehörte, nach Winnipeg. |
| 21. Juni 2019    | Philadelphia Flyers (Tausch) | Arizona Coyotes (Tausch) | Die Philadelphia Flyers gaben ihr Erstrunden-Wahlrecht für die 11. Position an die Arizona Coyotes ab und erhielten dafür deren Erstrunden-Wahlrecht für die 14. Position sowie ein Zweitrunden-Wahlrecht (45. Position). |

## Rankings
Die Final Rankings des Central Scouting Service (CSS) vom 15. April 2019 und die Rankings der International Scouting Services (ISS) vom 3. April 2019 mit den vielversprechendsten Talenten für den NHL Entry Draft 2019:
| Rang | Feldspieler Nordamerika | Pos. | Feldspieler Europa | Pos. |
| ---- | ----------------------- | ---- | ------------------ | ---- |
| 1    | Jack Hughes             | C    | Kaapo Kakko        | RW   |
| 2    | Bowen Byram             | D    | Wassili Podkolsin  | RW   |
| 3    | Kirby Dach              | C    | Victor Söderström  | D    |
| 4    | Alex Turcotte           | C    | Ville Heinola      | D    |
| 5    | Dylan Cozens            | C    | Philip Broberg     | D    |
| 6    | Trevor Zegras           | C    | Moritz Seider      | D    |
| 7    | Arthur Kaliyev          | LW   | Tobias Björnfot    | D    |
| 8    | Cole Caufield           | RW   | Daniil Missjul     | D    |
| 9    | Matthew Boldy           | LW   | Ilja Nikolajew     | C    |
| 10   | Peyton Krebs            | C    | Mikko Kokkonen     | D    |

| Rang | Torhüter Nordamerika | Torhüter Europa   |
| ---- | -------------------- | ----------------- |
| 1    | Spencer Knight       | Pjotr Kotschetkow |
| 2    | Mads Søgaard         | Hugo Alnefelt     |
| 3    | Hunter Jones         | Lukáš Pařík       |

| Rang | Spieler           | Pos. |
| ---- | ----------------- | ---- |
| 1    | Jack Hughes       | C    |
| 2    | Kaapo Kakko       | RW   |
| 3    | Bowen Byram       | D    |
| 4    | Wassili Podkolsin | RW   |
| 5    | Dylan Cozens      | C    |
| 6    | Alex Turcotte     | C    |
| 7    | Kirby Dach        | C    |
| 8    | Matthew Boldy     | LW   |
| 9    | Trevor Zegras     | C    |
| 10   | Peyton Krebs      | C    |

## Draftergebnis
| Inhaltsverzeichnis Runde 1 \| Runde 2 \| Runde 3 \| Runde 4 \| Runde 5 \| Runde 6 \| Runde 7 |

### Runde 1
| #   | Spieler           | Nationalität       | Position | NHL-Team                                               | College-/Junioren-/Profi-Team                       |
| --- | ----------------- | ------------------ | -------- | ------------------------------------------------------ | --------------------------------------------------- |
| 1.  | Jack Hughes       | Vereinigte Staaten | C        | New Jersey Devils                                      | USA Hockey National Team Development Program (USHL) |
| 2.  | Kaapo Kakko       | Finnland           | RW       | New York Rangers                                       | TPS Turku (Liiga)                                   |
| 3.  | Kirby Dach        | Kanada             | C        | Chicago Blackhawks                                     | Saskatoon Blades (WHL)                              |
| 4.  | Bowen Byram       | Kanada             | D        | Colorado Avalanche (von Ottawa Senators)               | Vancouver Giants (WHL)                              |
| 5.  | Alex Turcotte     | Vereinigte Staaten | C        | Los Angeles Kings                                      | USA Hockey National Team Development Program (USHL) |
| 6.  | Moritz Seider     | Deutschland        | D        | Detroit Red Wings                                      | Adler Mannheim (DEL)                                |
| 7.  | Dylan Cozens      | Kanada             | C        | Buffalo Sabres                                         | Lethbridge Hurricanes (WHL)                         |
| 8.  | Philip Broberg    | Schweden           | D        | Edmonton Oilers                                        | AIK Solna (Allsvenskan)                             |
| 9.  | Trevor Zegras     | Vereinigte Staaten | C        | Anaheim Ducks                                          | USA Hockey National Team Development Program (USHL) |
| 10. | Wassili Podkolsin | Russland           | RW       | Vancouver Canucks                                      | SKA Sankt Petersburg (KHL)                          |
| 11. | Victor Söderström | Schweden           | D        | Arizona Coyotes (von Philadelphia Flyers)              | Brynäs IF (SHL)                                     |
| 12. | Matthew Boldy     | Vereinigte Staaten | LW       | Minnesota Wild                                         | USA Hockey National Team Development Program (USHL) |
| 13. | Spencer Knight    | Vereinigte Staaten | G        | Florida Panthers                                       | USA Hockey National Team Development Program (USHL) |
| 14. | Cam York          | Vereinigte Staaten | D        | Philadelphia Flyers (von Arizona Coyotes)              | USA Hockey National Team Development Program (USHL) |
| 15. | Cole Caufield     | Vereinigte Staaten | RW       | Canadiens de Montréal                                  | USA Hockey National Team Development Program (USHL) |
| 16. | Alex Newhook      | Kanada             | C        | Colorado Avalanche                                     | Victoria Grizzlies (BCHL)                           |
| 17. | Peyton Krebs      | Kanada             | C        | Vegas Golden Knights                                   | Kootenay Ice (WHL)                                  |
| 18. | Thomas Harley     | Kanada             | D        | Dallas Stars                                           | Mississauga Steelheads (OHL)                        |
| 19. | Lassi Thomson     | Finnland           | D        | Ottawa Senators (von Columbus Blue Jackets)            | Kelowna Rockets (WHL)                               |
| 20. | Ville Heinola     | Finnland           | D        | Winnipeg Jets (von Winnipeg Jets via New York Rangers) | Lukko Rauma (Liiga)                                 |
| 21. | Samuel Poulin     | Kanada             | LW       | Pittsburgh Penguins                                    | Sherbrooke Phoenix (LHJMQ)                          |
| 22. | Tobias Björnfot   | Schweden           | D        | Los Angeles Kings (von Toronto Maple Leafs)            | Djurgårdens IF (SHL)                                |
| 23. | Simon Holmström   | Schweden           | RW       | New York Islanders                                     | HV71 (SHL)                                          |
| 24. | Philip Tomasino   | Kanada             | C        | Nashville Predators                                    | Niagara IceDogs (OHL)                               |
| 25. | Connor McMichael  | Kanada             | C        | Washington Capitals                                    | London Knights (OHL)                                |
| 26. | Jakob Pelletier   | Kanada             | LW       | Calgary Flames                                         | Moncton Wildcats (LHJMQ)                            |
| 27. | Nolan Foote       | Kanada             | LW       | Tampa Bay Lightning                                    | Kelowna Rockets (WHL)                               |
| 28. | Ryan Suzuki       | Kanada             | C        | Carolina Hurricanes                                    | Barrie Colts (OHL)                                  |
| 29. | Brayden Tracey    | Kanada             | LW       | Anaheim Ducks (von San Jose Sharks via Buffalo Sabres) | Moose Jaw Warriors (WHL)                            |
| 30. | John Beecher      | Vereinigte Staaten | C        | Boston Bruins                                          | USA Hockey National Team Development Program (USHL) |
| 31. | Ryan Johnson      | Vereinigte Staaten | D        | Buffalo Sabres (von St. Louis Blues)                   | Sioux Falls Stampede (USHL)                         |

### Runde 2
| #   | Spieler                  | Nationalität       | Position | NHL-Team                                                                                         | College-/Junioren-/Profi-Team                       |
| --- | ------------------------ | ------------------ | -------- | ------------------------------------------------------------------------------------------------ | --------------------------------------------------- |
| 32. | Shane Pinto              | Vereinigte Staaten | C        | Ottawa Senators                                                                                  | Tri-City Storm (USHL)                               |
| 33. | Arthur Kaliyev           | Vereinigte Staaten | LW       | Los Angeles Kings                                                                                | Hamilton Bulldogs (OHL)                             |
| 34. | Bobby Brink              | Vereinigte Staaten | RW       | Philadelphia Flyers (von New Jersey Devils via Nashville Predators)                              | Sioux City Musketeers (USHL)                        |
| 35. | Antti Tuomisto           | Finnland           | D        | Detroit Red Wings                                                                                | Ässät Pori U20 (Nuorten SM-liiga)                   |
| 36. | Pjotr Kotschetkow        | Russland           | G        | Carolina Hurricanes (von Buffalo Sabres)                                                         | HK Sotschi (KHL)                                    |
| 37. | Mads Søgaard             | Danemark           | G        | Ottawa Senators (von New York Rangers via Carolina Hurricanes)                                   | Medicine Hat Tigers (WHL)                           |
| 38. | Raphaël Lavoie           | Kanada             | C        | Edmonton Oilers                                                                                  | Halifax Mooseheads (LHJMQ)                          |
| 39. | Jackson LaCombe          | Vereinigte Staaten | D        | Anaheim Ducks                                                                                    | Shattuck St. Mary’s (US High School)                |
| 40. | Nils Höglander           | Schweden           | LW       | Vancouver Canucks                                                                                | Rögle BK (SHL)                                      |
| 41. | Kaedan Korczak           | Kanada             | D        | Vegas Golden Knights (von Philadelphia Flyers via San Jose Sharks)                               | Kelowna Rockets (WHL)                               |
| 42. | Wladislaw Firstow        | Russland           | LW       | Minnesota Wild                                                                                   | Waterloo Black Hawks (USHL)                         |
| 43. | Alex Vlasic              | Vereinigte Staaten | D        | Chicago Blackhawks                                                                               | USA Hockey National Team Development Program (USHL) |
| 44. | Jamieson Rees            | Kanada             | C        | Carolina Hurricanes (von Florida Panthers via San Jose Sharks und Ottawa Senators)               | Sarnia Sting (OHL)                                  |
| 45. | Jegor Afanassjew         | Russland           | LW       | Nashville Predators (von Arizona Coyotes via Philadelphia Flyers)                                | Muskegon Lumberjacks (USHL)                         |
| 46. | Jayden Struble           | Vereinigte Staaten | D        | Canadiens de Montréal                                                                            | St. Sebastian’s School (US High School)             |
| 47. | Drew Helleson            | Vereinigte Staaten | D        | Colorado Avalanche                                                                               | USA Hockey National Team Development Program (USHL) |
| 48. | Artemi Knjasew           | Russland           | D        | San Jose Sharks (von Vegas Golden Knights)                                                       | Chicoutimi Saguenéens (LHJMQ)                       |
| 49. | Matthew Robertson        | Kanada             | D        | New York Rangers (von Dallas Stars)                                                              | Edmonton Oil Kings (WHL)                            |
| 50. | Samuel Fagemo            | Schweden           | RW       | Los Angeles Kings (von Columbus Blue Jackets via Vegas Golden Knights und Canadiens de Montréal) | Frölunda HC (SHL)                                   |
| 51. | Simon Lundmark           | Schweden           | D        | Winnipeg Jets                                                                                    | Linköping HC (SHL)                                  |
| 52. | Uladsislau Koljatschonok | Belarus            | D        | Florida Panthers (von Pittsburgh Penguins)                                                       | Flint Firebirds (OHL)                               |
| 53. | Nicholas Robertson       | Vereinigte Staaten | C        | Toronto Maple Leafs                                                                              | Peterborough Petes (OHL)                            |
| 54. | Robert Mastrosimone      | Vereinigte Staaten | C        | Detroit Red Wings (von New York Islanders via Vegas Golden Knights)                              | Chicago Steel (USHL)                                |
| 55. | Dillon Hamaliuk          | Kanada             | LW       | San Jose Sharks (von Nashville Predators via New Jersey Devils)                                  | Seattle Thunderbirds (WHL)                          |
| 56. | Brett Leason             | Kanada             | RW       | Washington Capitals                                                                              | Prince Albert Raiders (WHL)                         |
| 57. | Samuel Bolduc            | Kanada             | D        | New York Islanders (von Calgary Flames)                                                          | Blainville-Boisbriand Armada (LHJMQ)                |
| 58. | Karl Henriksson          | Schweden           | C        | New York Rangers (von Tampa Bay Lightning)                                                       | Frölunda HC (SHL)                                   |
| 59. | Hunter Jones             | Kanada             | G        | Minnesota Wild (von Carolina Hurricanes)                                                         | Peterborough Petes (OHL)                            |
| 60. | Albert Johansson         | Schweden           | D        | Detroit Red Wings (von San Jose Sharks)                                                          | Färjestad BK (SHL)                                  |
| 61. | Nikita Ochotjuk          | Russland           | D        | New Jersey Devils (von Boston Bruins)                                                            | Ottawa 67’s (OHL)                                   |
| 62. | Nikita Alexandrow        | Russland           | C        | St. Louis Blues                                                                                  | Charlottetown Islanders (LHJMQ)                     |

### Runde 3
| #   | Spieler            | Nationalität       | Position | NHL-Team                                                                                   | College-/Junioren-/Profi-Team                       |
| --- | ------------------ | ------------------ | -------- | ------------------------------------------------------------------------------------------ | --------------------------------------------------- |
| 63. | Matthew Stienburg  | Kanada             | C        | Colorado Avalanche (von Ottawa Senators)                                                   | St. Andrew’s College (Canadian High School)         |
| 64. | Mattias Norlinder  | Schweden           | D        | Canadiens de Montréal (von Los Angeles Kings)                                              | MODO Hockey (Allsvenskan)                           |
| 65. | Alexander Campbell | Kanada             | C        | Nashville Predators (von New Jersey Devils via Edmonton Oilers und Philadelphia Flyers)    | Victoria Grizzlies (BCHL)                           |
| 66. | Albin Grewe        | Schweden           | RW       | Detroit Red Wings                                                                          | Djurgårdens IF (SHL)                                |
| 67. | Erik Portillo      | Schweden           | G        | Buffalo Sabres                                                                             | Frölunda HC J20 (J20 SuperElit)                     |
| 68. | Zachary Jones      | Vereinigte Staaten | D        | New York Rangers                                                                           | Tri-City Storm (USHL)                               |
| 69. | John Ludvig        | Kanada             | D        | Florida Panthers (von Edmonton Oilers)                                                     | Portland Winterhawks (WHL)                          |
| 70. | Daniil Missjul     | Russland           | D        | New Jersey Devils (von Anaheim Ducks)                                                      | Lokomotive Jaroslawl (KHL)                          |
| 71. | Hugo Alnefelt      | Schweden           | G        | Tampa Bay Lightning (von Vancouver Canucks)                                                | HV71 J20 (J20 SuperElit)                            |
| 72. | Ronald Attard      | Vereinigte Staaten | D        | Philadelphia Flyers                                                                        | Tri-City Storm (USHL)                               |
| 73. | Patrik Puistola    | Finnland           | LW       | Carolina Hurricanes (von Minnesota Wild)                                                   | Tappara Tampere (Liiga)                             |
| 74. | Nathan Légaré      | Kanada             | RW       | Pittsburgh Penguins (von Chicago Blackhawks via Arizona Coyotes)                           | Baie-Comeau Drakkar (LHJMQ)                         |
| 75. | Adam Beckman       | Kanada             | C        | Minnesota Wild (von Florida Panthers via Nashville Predators)                              | Spokane Chiefs (WHL)                                |
| 76. | John Farinacci     | Vereinigte Staaten | C        | Arizona Coyotes                                                                            | Dexter School (US High School)                      |
| 77. | Gianni Fairbrother | Kanada             | D        | Canadiens de Montréal                                                                      | Everett Silvertips (WHL)                            |
| 78. | Alex Beaucage      | Kanada             | RW       | Colorado Avalanche                                                                         | Rouyn-Noranda Huskies (LHJMQ)                       |
| 79. | Pawel Dorofejew    | Russland           | LW       | Vegas Golden Knights                                                                       | HK Metallurg Magnitogorsk (KHL)                     |
| 80. | Graeme Clarke      | Kanada             | RW       | New Jersey Devils (von Dallas Stars)                                                       | Ottawa 67’s (OHL)                                   |
| 81. | Cole Schwindt      | Kanada             | RW       | Florida Panthers (von Columbus Blue Jackets)                                               | Mississauga Steelheads (OHL)                        |
| 82. | Michael Vukojevic  | Kanada             | D        | New Jersey Devils (von Winnipeg Jets via Vegas Golden Knights und San Jose Sharks)         | Kitchener Rangers (OHL)                             |
| 83. | Anttoni Honka      | Finnland           | D        | Carolina Hurricanes (von Pittsburgh Penguins via Vegas Golden Knights und Ottawa Senators) | JYP Jyväskylä (Liiga)                               |
| 84. | Mikko Kokkonen     | Finnland           | D        | Toronto Maple Leafs                                                                        | Jukurit (Liiga)                                     |
| 85. | Ilja Konowalow     | Russland           | G        | Edmonton Oilers (von New York Islanders)                                                   | Lokomotive Jaroslawl (KHL)                          |
| 86. | Layton Ahac        | Kanada             | D        | Vegas Golden Knights (von Nashville Predators)                                             | Prince George Spruce Kings (BCHL)                   |
| 87. | Lukáš Pařík        | Tschechien         | G        | Los Angeles Kings (von Washington Capitals)                                                | Bílí Tygři Liberec U19 (Tschechien U19)             |
| 88. | Ilja Nikolajew     | Russland           | C        | Calgary Flames                                                                             | Loko Jaroslawl (MHL)                                |
| 89. | Maxim Čajkovič     | Slowakei           | RW       | Tampa Bay Lightning                                                                        | Saint John Sea Dogs (LHJMQ)                         |
| 90. | Domenick Fensore   | Vereinigte Staaten | D        | Carolina Hurricanes                                                                        | USA Hockey National Team Development Program (USHL) |
| 91. | Aljaksej Protas    | Belarus            | C        | Washington Capitals (von San Jose Sharks via New Jersey Devils)                            | Prince Albert Raiders (WHL)                         |
| 92. | Quinn Olson        | Kanada             | LW       | Boston Bruins                                                                              | Okotoks Oilers (AJHL)                               |
| 93. | Colten Ellis       | Kanada             | G        | St. Louis Blues                                                                            | Rimouski Océanic (LHJMQ)                            |

### Runde 4
| #   | Spieler         | Nationalität | Position | NHL-Team                                                     | College-/Junioren-/Profi-Team  |
| --- | --------------- | ------------ | -------- | ------------------------------------------------------------ | ------------------------------ |
| 98. | Matias Maccelli | Finnland     | LW       | Arizona Coyotes (von Buffalo Sabres via Pittsburgh Penguins) | Dubuque Fighting Saints (USHL) |

### Runde 5
| #    | Spieler         | Nationalität | Position | NHL-Team              | College-/Junioren-/Profi-Team |
| ---- | --------------- | ------------ | -------- | --------------------- | ----------------------------- |
| 138. | Frederik Dichow | Danemark     | G        | Canadiens de Montréal | Vojens IK (Dänemark U20)      |

### Runde 6
| #    | Spieler       | Nationalität | Position | NHL-Team                                | College-/Junioren-/Profi-Team |
| ---- | ------------- | ------------ | -------- | --------------------------------------- | ----------------------------- |
| 156. | Artūrs Šilovs | Lettland     | G        | Vancouver Canucks (von Ottawa Senators) | HS Riga (LHL)                 |

### Runde 7
| #    | Spieler             | Nationalität | Position | NHL-Team                                  | College-/Junioren-/Profi-Team |
| ---- | ------------------- | ------------ | -------- | ----------------------------------------- | ----------------------------- |
| 207. | Valentin Nussbaumer | Schweiz      | C        | Arizona Coyotes (von Pittsburgh Penguins) | Shawinigan Cataractes (LHJMQ) |